# Modrá skleněnka

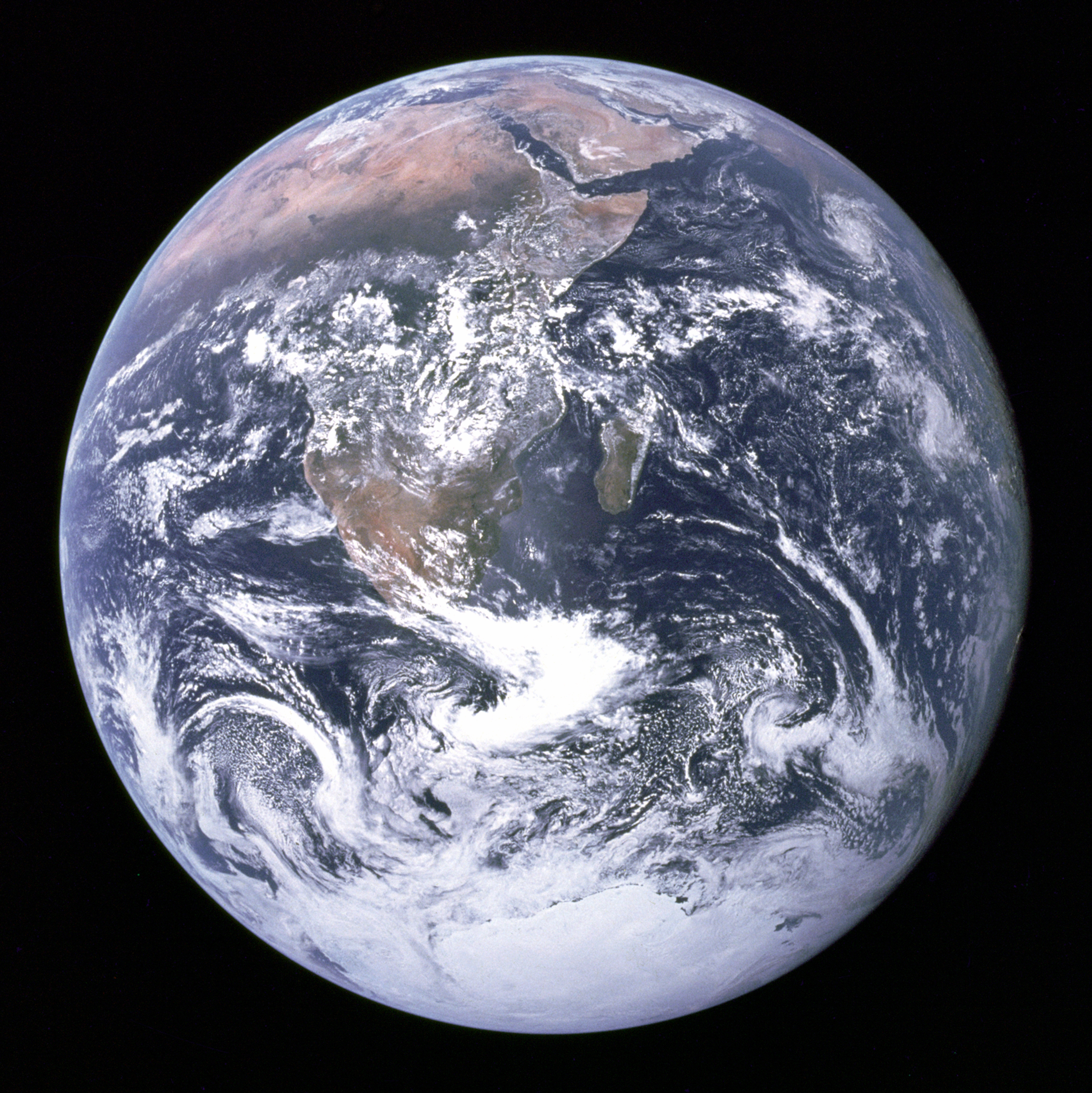
Původní popisek: „Pohled na Zemi takový, jaký ho měla posádka Apolla 17, když mířila k Měsíci. Tato fotografie ukazuje území od Středozemního moře až k antarktické polární čepičce. Je to poprvé, kdy trajektorie Apolla umožnila vyfotografování jižní polární čepičky. Všimněte si hustých mraků na jižní polokouli. Téměř celé pobřeží Afriky je snadno viditelné. Arabský poloostrov je vidět na severovýchodě Afriky. Velký ostrov u pobřeží Afriky je Madagaskar. Asie se rozkládá na horizontu na severovýchodě.“

Modrá skleněnka (anglicky The Blue Marble) je fotografie planety Země, kterou 7. prosince 1972 pořídila posádka Apolla 17 ze vzdálenosti zhruba 45 000 kilometrů.
Stejný název také NASA použila pro novější řadu fotografií zachycujících celou zeměkouli v poměrně vysokém rozlišení, které byly pořizovány postupně tak, aby se eliminovalo co nejvíce mraků.

## Fotografie
Snímek, který byl pořízen 7. prosince 1972, je nejspíše jednou z nejrozšířenějších fotografií v historii. Zachycuje plně osvětlenou Zemi (resp. půlku Země), protože kosmická loď byla mezi Sluncem a planetou. Kosmonautům připadala Země jako skleněná kulička (a odtud pochází název snímku).

### Historie

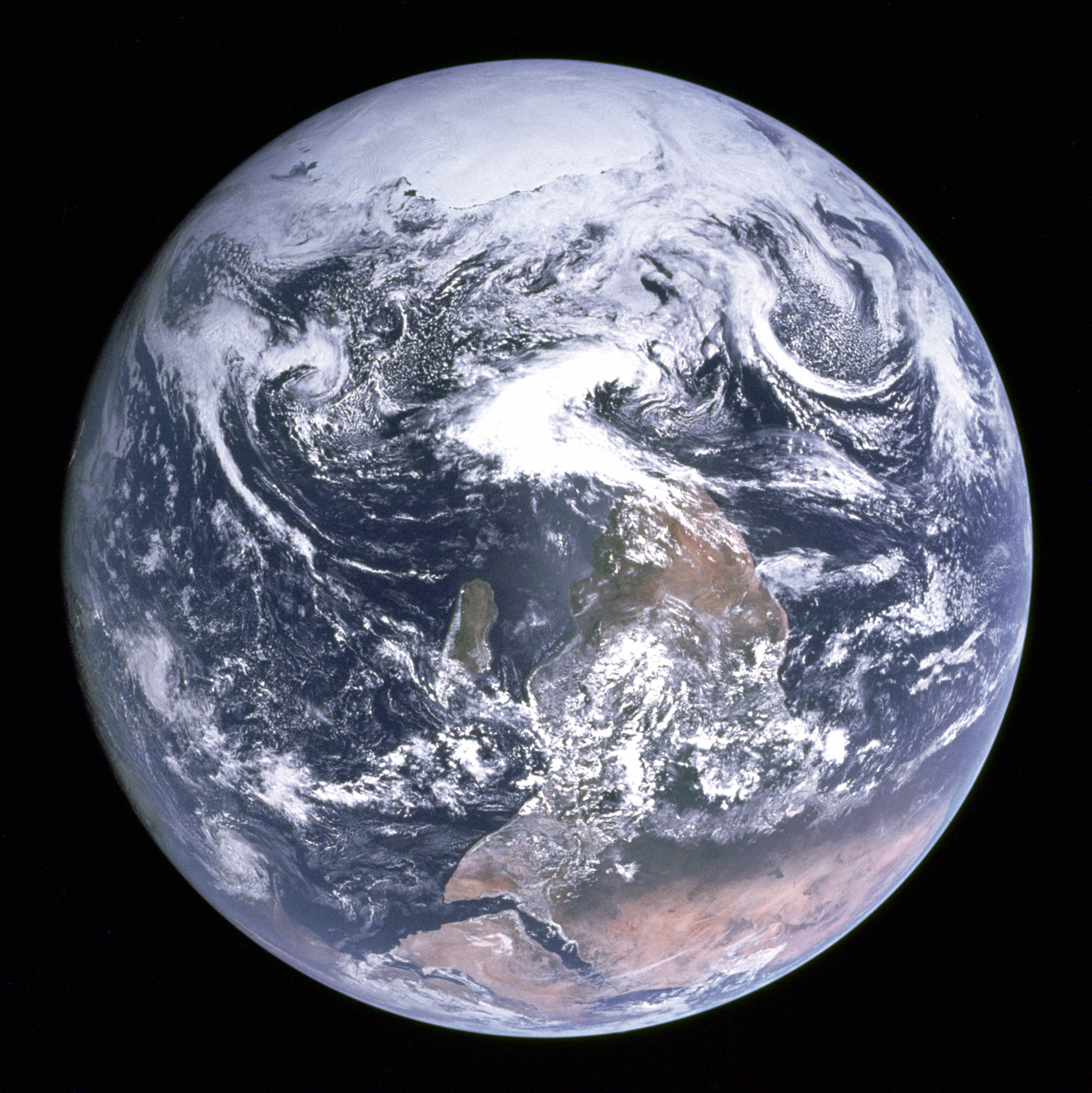
Na původní fotografii byl jižní pól nahoře. Tomu tak bylo kvůli směru, kterým astronauti právě cestovali.

Fotografie byla pořízena 7. prosince 1972 v 10:39 UTC, asi 5 hodin a 6 minut po startu a asi hodinu a 54 minut poté, co kosmická loď opustila oběžnou dráhu Země a vydala se směrem k Měsíci.
Oficiální název fotografie je AS17-148-22727. K jejímu pořízení byl použit 70mm fotoaparát Hasselblad s 80mm objektivem. Zásluhu na fotografii NASA připisuje celé posádce Apolla 17 – Eugenovi Cernanovi, Ronaldu Evansovi a Harrisonovi Schmittovi – kteří všichni během mise pořizovali fotografie. Po konci mise se ukázalo, že i když snímek mohl pořídit kdokoliv, nejspíše to byl Harrison Schmitt. Oficiálně to ale není potvrzeno.
Apollo 17 byla zatím poslední lidská mise na Měsíc. Od té doby žádný člověk nebyl v takové vzdálenosti od Země, aby mohl pořídit podobnou fotografii
Modrá skleněnka jako první fotografie jasně zachycovala plně osvětlený povrch Země. Byla zveřejněna ve vlně environmentalismu, která probíhala v 70. letech, a byla chápána jako zobrazení křehkosti a zranitelnosti Země. Archivář NASA Mike Gentry tvrdí, že je to nejrozšířenější fotografie v historii lidstva.
Původně byla fotografie orientovaná jihem nahoru, ale před zveřejněním byla otočena.

## Série satelitních snímků

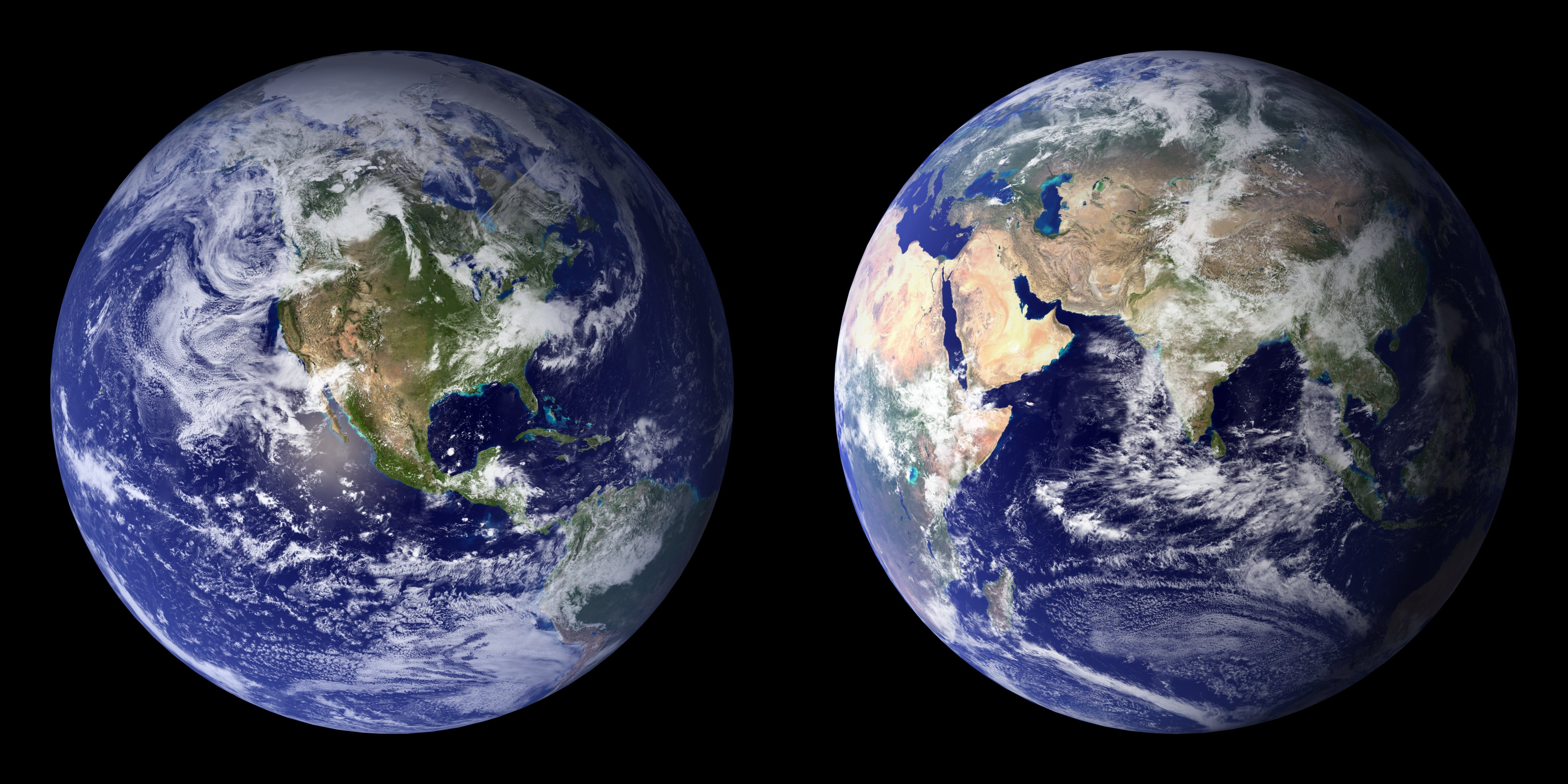
Fotografie Nasa z let 2001 (vlevo) a 2002 (vpravo)

Animace ze série Nová generace (Blue Marble: Next Generation) zobrazující vývoj povrchu Země po měsících

V roce 2002 NASA uvolnila rozsáhlou sadu satelitních fotografií, které byly dostupné zdarma v maximálním rozlišení 1 km/pixel. V roce 2005 vydala další sérii s názvem Modrá skleněnka: Nová generace (Blue Marble: Next Generation). Tentokrát se jednalo o snímky celé zeměkoule bez mraků a z každého měsíce. Rozlišení bylo tentokrát ještě vyšší, 500 m/pixel.